# Mateřská škola logopedická, Rosice
Mateřská škola logopedická, Rosice, Smetanova 964 byla speciální logopedická mateřská škola pro žáky s vadami řeči ve městě Rosice v okrese Brno-venkov. Její význam spočíval v menším počtu žáků ve třídě a soustavné logopedické péči individuálně dle potřeb jednotlivých žáků. Do školky byly přijímány děti s těžšími poruchami komunikace: nejrůznější formy nemluvnosti, opožděný vývoj řeči, těžká dyslalie, vývojová dysfázie, palatolalie a sluchové postižení. Hlavním úkolem školy byl rozvoj komunikačních schopností pomocí logopedické intervence, respektování osobního maxima a individuálních potřeb dětí, vybavení dětí vědomostmi a dovednostmi pro zvládnutí základní školy.
Kapacita logopedické školky byla 42 dětí, které byly rozděleny ve 3 třídách. Logopedická MŠ Rosice, sídlící na adrese Smetanova 964, měla regionální význam, neboť poskytovala své služby spádové oblasti s cca 24 000 obyvateli (spádová oblast obce 3. typu dle MV ČR k 1. lednu 2011). Od roku 2011 byly logopedické třídy sloučeny s Mateřskou školou Husova čtvrť a samotná Mateřská škola logopedická jako samostatný subjekt zanikla.

## Historie
Vznik budovy současné logopedické školky v Rosicích se datuje k roku 1921, kdy byl zakoupen současný pozemek od velkostatku Rosice – Veveří. Až v roce 1940 zde byla zahájena stavby budovy. 28.10.1946 byl v budově slavnostně otevřen "Masarykův okresní dětský domov". Dětský domov fungoval do roku 1984. Do roku 1992 bylo v budově umístěno předškolní oddělení Dětského diagnostického ústavu Brno v Rosicích.
Od září 1992 byla v budově zřízena „Speciální mateřská škola internátní pro děti s vadami řeči“, jako odloučené pracoviště Speciální mateřské a základní školy internátní pro žáky s vadami řeči Veslařská 234, Brno. Po vzniku krajů byla „Speciální MŠ logopedická Rosice“ s kapacitou 30 dětí ve 3 třídách začleněna jako příspěvková organizace Jihomoravského kraje. Z ekonomických důvodů se kraj snažil logopedickou školku zrušit a v roce 2011 ji náměstek hejtmana Stanislav Juránek plánoval přestěhovat do Ivančic, kde by byla sloučena se ZŠ pro sluchově postižené. Toto vyvolalo velké protesty rodičů i zaměstnanců logopedické školky. Až po těchto protestech se přijel osobně na místo podívat hejtman Michal Hašek. I přesto, že speciální vzdělávání by měl dle školského zákona 561/2004 Sb. zajišťovat především kraj, rozhodl se Jihomoravský kraj budovu bezplatně převést na město Rosice. Od 1. července 2011 se logopedické třídy staly součástí mateřské školy v Husově čtvrti (MŠ Pampeliška), jejich chod tak financuje město Rosice.

## Tradiční akce
- pálení čarodějnic
- běh rodičů s dětmi kolem zahrady MŠ
- pasování předškoláků
- zpívání u vánočního stromu
- návštěva divadelních představení
- karneval
- tvořivé dílny dětí a rodičů
- návštěva koňské farmy v Tetčicích a na Říčance
- škola v přírodě

## Ředitelé
- do r. 2010 Mgr. Lenka Slámová
- 2010–2011 Mgr. Jana Brunclíková
- od července 2011 (po sloučení) Jana Procházková

## Fotogalerie

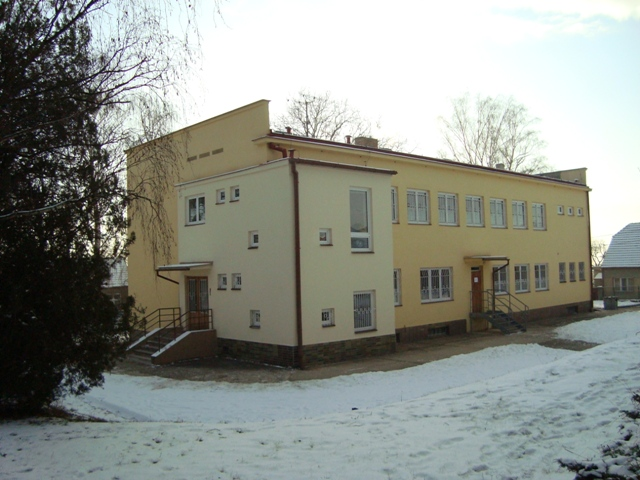
Školka ze zahrady
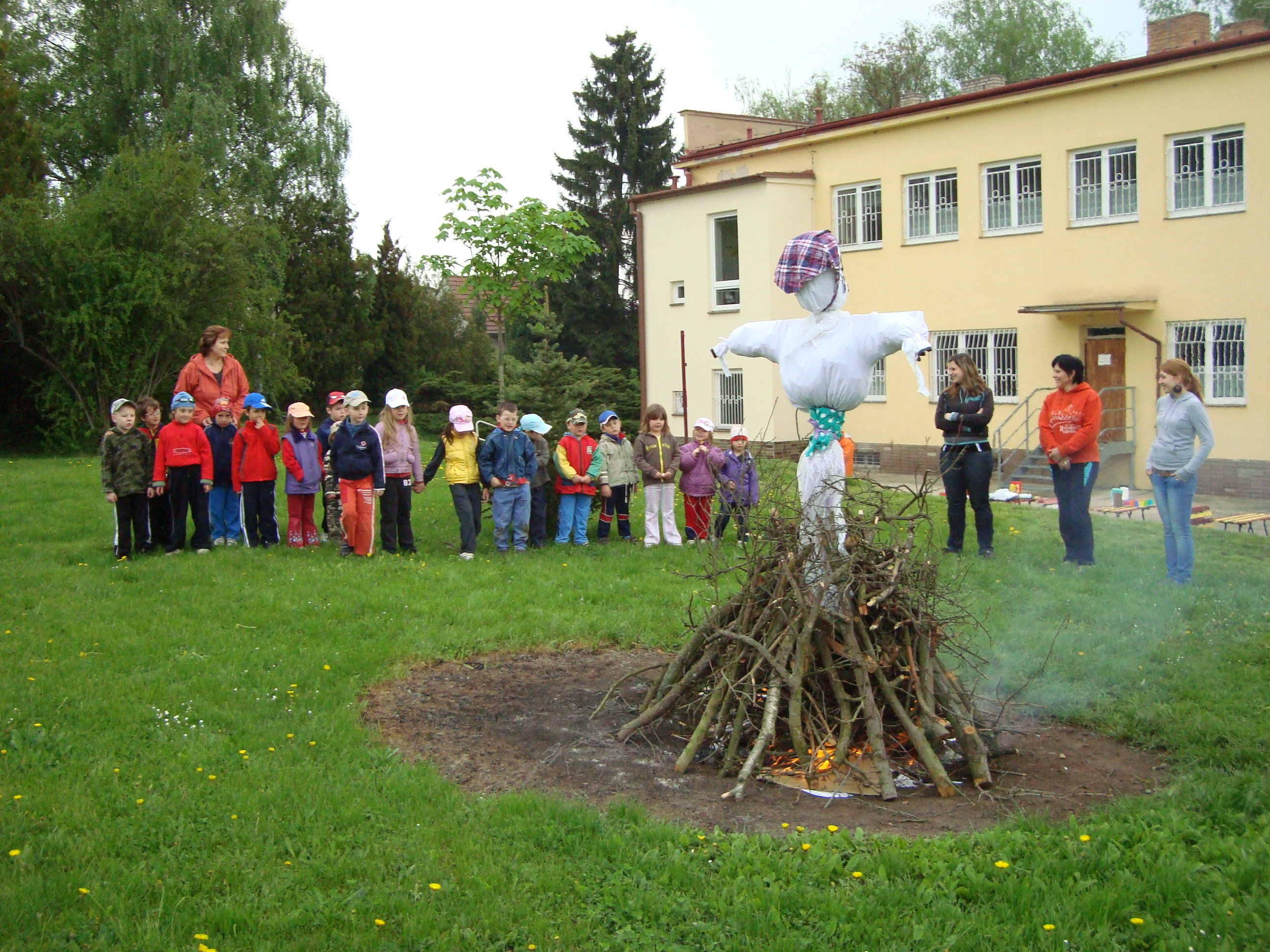
Pálení čarodějnice
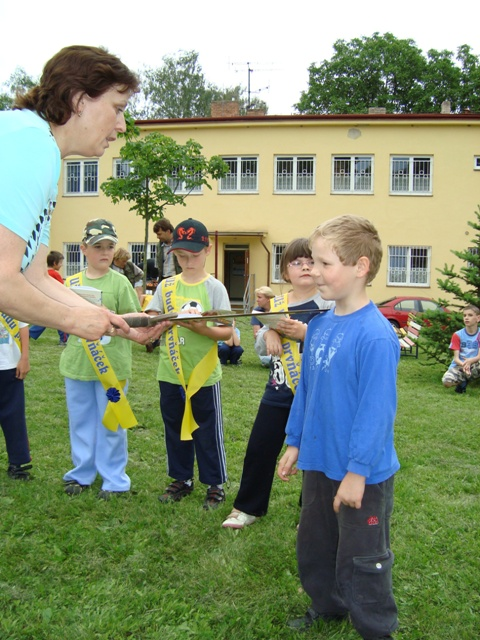
Pasování předškoláků 2010 – ředitelka Brunclíková
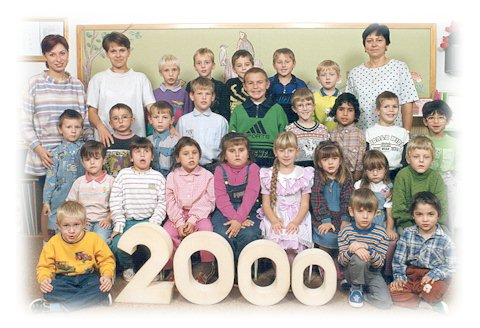
Školáčci 2000